# Drusiana
Drusiana  è un nome proprio di persona italiano femminile.

## Varianti
- Maschili: Drusiano[1]

### Varianti in altre lingue
- Francese: Drusiane
- Latino: Drusiana
  - Maschili: Drusianus
- Polacco: Druzjanna

## Origine e diffusione
Nome di scarsissima diffusione, è utilizzato perlopiù in ricordo della protagonista femminile del racconto epico francese Buovo d'Antona, chiamata appunto Drusiana (Druzane nell'originale francese).
Etimologicamente, "Drusiana" continua il latino Drusiana, forma femminile di Drusianus: quest'ultimo era un cognomen scarsamente diffuso, usato sia da schiavi sia da liberi e derivato dal nome Druso. Una donna con questo nome viene inoltre citata negli apocrifi Atti di Giovanni, dove si tratta di un'efesina resuscitata da Giovanni.

## Onomastico
Nessuna santa porta questo nome, che quindi è adespota; l'onomastico si può eventualmente festeggiare il 1º novembre, in occasione di Ognissanti.

## Persone
- Drusiana Sforza, figlia di Francesco Sforza